# Кривица (филм из 2021)
Кривица (енгл. The Guilty) амерички је криминалистичко-трилер филм из 2021. године, редитеља и продуцента Антоана Фукуе, по сценарију Ника Пицолата. Римејк истоименог данског филма из 2018, главне улоге у филму играју Џејк Џиленхол и Кристина Видал, док гласове позајмљују Итан Хок, Рајли Кио, Ели Гори, Давајн Џој Рандолф, Пол Дејно, Питер Сарсгард и Бил Бер.
Светска премијера филма била је 11. септембра 2021. године на Филмском фестивалу у Торонту. Филм је 24. септембра 2021. издат у одабраним биоскопима, а затим је 1. октобра издат на Netflix-у. Добио је углавном позитивне критике критичара, који су похвалили Џиленхолов наступ, али су ипак сматрали да је римејк инфериоран у односу на оригинални филм.

## Радња
Проблематични полицајац полиције Лос Анђелеса, Џо Бејлор, ради ноћну смену у позивно центру 911, док чека судско саслушање за инцидент који се догодио на дужности осам месеци раније. Јавља се на позив жене по имену Емили Лајтон, која открива да је отета. Џо сазнаје да она и њен отмичар путују у белом комбију, али Емили је принуђена да спусти слушалицу пре него што може да пружи више детаља. Џо преноси информације калифорнијској патроли аутопута, али они не могу лоцирати комби без броја регистарске таблице.
Џо зове Емилин кућни телефон и разговара са њеном шестогодишњом ћерком, Аби, која каже Џоу да је њена мама напустила кућу са њеним татом, Хенријем Фишером. Након што је од Аби добио Хенријев број мобилног телефона, Џо је успева да пронађњ број таблице комбија, који преноси у патроли. Такође шаље патролни аутомобил да провери Аби и њеног млађег брата, Оливера. Џо сазнаје да Хенри има досије о нападу. Он зове Хенрија и тражи да му каже где води Емили, али Хенри спушта слушалицу. Џо тада зове бившег партнера, Рика, који није на дужности, и замоли га да посети Хенријеву кућу. Рик изражава забринутост због Џоовог саслушања, на коме ће он да сведочи.
Џо прима позив од успаничене Аби, када сва полицајца стигну до њеног дома; он је упућује да их пусти унутра. Полицајци примећују крв на Аби и, претрагом имања, проналазе Оливера у спаваћој соби, тешко повређеног или мртвог. Џо затим зове Емили и убеђује је да повуче ручну кочницу комбија, што она и чини, али не успева да судари возило. Хенри ставља Емили у задњи део комбија. Она у сузама говори Џоу да је веровала да је Оливер имао „змије у стомаку” и да их је „извадила”. Када Хенри заустави комби и покуша да уклони Емили са задње стране, она га удари циглом и побегне.
У међувремену, Рик проваљује у Хенријев стан и проналази документе из психијатријске установе у Сан Бернардину, чији је Емили била пацијент. Џо поново зове Хенрија, који објашњава да је водио Емили назад у објекат; неколико недеља је била без лекова јер нису могли да их приуште и, током психотичне епизоде, ненамерно је повредила Оливера. Хенри каже да инцидент није пријавио полицији јер нема поверења у систем кривичног правосуђа.
Емили зове Џоа са надвожњака аутопута, наговештавајући да се спрема да изврши самоубиство. Џо упућује патролу на њену локацију, док покушава да је одговори; покушава да јој одврати пажњу откривањем да је убио 19-годишњака док је био на дужности јер је био љут на њега што је некога повредио и „зато што сам могао”. Џо каже Емили да је потребна Аби и да је обећао Аби да ће се вратити кући. Кад полицајци стигну, Емили каже да ће „отићи код Оливера”, а позив се прекида. Џо мисли да је скочила, али касније добија поруку од патроле да су је натерали да безбедно сиђе. Такође сазнаје да је Оливер жив и да се налази на интензивној нези у болници.
У тоалету, избезумљени Џо зове Рика и тражи од њега да повуче своју претходну изјаву о инциденту. Он тражи од Рика да каже истину на рочишту, чак и ако то значи да ће провести године у затвору. Џо затим зове Los Angeles Timesда обавести новинарку да ће се изјаснити кривим по оптужби за убиство из нехата.

## Улоге
- Џејк Џиленхол као Џо Бејлор
- Кристина Видал као наредница Дениз Вејд
- Адријан Мартинез као Мани

### Гласови
- Рајли Кио као Емили Лајтон
- Питер Сарсгард као Хенри Фишер, Емилин бивши супруг
- Ели Гори као Рик
- Итан Хок као наредник Бил Милер
- Давајн Џој Рандолф као диспичерка патроле аутопута
- Кристијана Монтоја као Аби, Емилина и Хенријева ћерка
- Дејвид Кастањеда као полицајац Тим Херачи
- Бо Нап као Дру Наш
- Еди Патерсон као Кетрин Харбор
- Пол Дејно као Метју Фонтенот
- Џилијан Зинсер као Џес Бејлор, Џоова бивша супруга
- Бил Бер као позивалац из ноћног клуба
- Дилон Лејн као сударени бициклиста
- Ејлин Бердок као оператор LA Times-а
- Марлин Форте као позивалац куће у пожару